# Un día para vivir
Un día para vivir es una serie de antología de suspenso dramático mexicano producida por Azteca Estudios para TV Azteca en el 2021. Se estrenó por Azteca 7 el 6 de septiembre de 2021.
Está protagonizada por María José Magán junto con un reparto coral en cada episodio, y marca el regreso de TV Azteca a la producción de programas de ficción. El 31 de diciembre de 2022, se anunció la renovación de la serie para una tercera temporada, la cual, se estrenó el 20 de marzo de 2023.

## Premisa
Un día para vivir abordará las historias de hombres y mujeres de distintas edades que aparentemente pasan por un buen momento en su vida, pero reciben la visita de la muerte quien les advierte que tienen 24 horas para resolver lo que tienen pendiente. En una carrera contra el tiempo cada uno tendrá que decidir su responsabilidad y hacer hasta lo imposible si es que quieren otra oportunidad.

## Reparto
María José Magán interpreta el personaje de La Muerte a lo largo de toda la serie, sin embargo, en el episodio «Ella» se revela que se llamaba Margarita antes de morir y convertirse en La Muerte. En cada episodio tendrá como invitados actores que han desfilado por el mundo de la televisión, como:
Introducidos en la primera temporada
- Anna Ciocchetti como Claudia[12]
- Sylvia Pasquel como Rosalinda / Mireya[13]
- Ramiro Huerta como Teófilo[14]
- Alejandra Lazcano como Fabiana / Zully[13][15]
- Andrea Lagunés como Lulú[16]
- Diana Quijano como Teresa / Micaela[17]
- Pedro Sicard como Patricio[17]
- André Pons como Sebastían[17]
- Germán Valdés como Cristian / Marcio[17]
- Socorro de la Campa como Alexa[17]
- Azalia Ortiz como Margarita
- Erick Chapa como Roberto
- Lorena del Castillo como Catalina / Úrsula[15]
- Carla Carrillo como Ana
- María Fernanda García como Lenny
- Gina Morett como Teresa
- Sergio DeFassio como Ramiro / Panchito / Don Eulalio
- Laura Ferretti como Susana
- Humberto Bua como Aníbal / Glberto
- Ana Belén Lander como Elizabeth Pérez
- Aitor Iturrioz como Chucho / Gregorio
- Susana Diazayas como María Elena
- Sahit Sosa como Rodrigo
- Néstor Rodulfo como Edher
- Mauricio Islas como Marcos[13]
- Mar Contreras como Gloria
- Andrea Martí como Beatriz
- Luis Fernando Peña como Raúl
- Carmen Baqué como Katia
- Sergio Klainer como Anastasio[12]
- Sergio Perezcuadra como Beto
- Cecilia Piñeiro como Lidia
- Carlos Torres como León
- Stephanie Salas como Karina / Deny[12]
- Archie Lafranco como Marco
- Fabiana Perzabal como Gisella
- Roberta Burns como Estefany
- Tomás Goros como Bruno[12]
- Siouzana Melikián como Adriana
- Tania Arredondo como Amparo
- Marco León como Miguel
- Ariane Pellicer como Eunice / Reina
- Pascacio López como Jonás
- Cecilia Ponce como Kenia
- Rodolfo Arias como Samuel
- Jason Romo como Fabo / Esteban
- Serrath Gutiérrez como Alexandra / Citlali
- Francisco Angelini como Simón / Ulises
- Evangelina Martínez como la antigua Muerte
- Diana Golden como Mirna / Amada
- Rodolfo Valdés como Eduardo
- Paola Toyos como Gloria
- Issabela Camil como Sara[18]
- Camila Selser como Marcela
- Alberto Pavón como Pablo
- Surya MacGregor como Eugenia / Teresa
- María Prado como Amanda
- Laura Palma como Araceli
- Andrea Noli como Luisa / Graciela / Kenia
- Juan Ríos Cantú como Jairo
- Enrique Singer como Arturo
- Carla Hernández como Sonia
- Francisco Pizaña como Pablo
- Bea Ranero como Tamara / Lolita / Emilia
- Axel Arenas como Lucio
- Francisco de la O como Santiago
- Alpha Acosta como Maritza
- Alan Ciangherotti como Eleazar
- Itari Marta como Emma
- Mayra Rojas como Emilice
- Rodrigo Cachero como Andrés
- Alberto Lomnitz como Gregorio
- Lucero Lander como Pilar
- Jack Duarte[13]

Introducidos en la segunda temporada
- Ramiro Tomasini como Fernando
- Eduardo Barquín como Camilo
- Alejandra Ávalos como Teresa
- Humberto Bua como Erick
- Gary Centeno como Santi
- Claudio Lafarga como Davino
- Mauricio Bonet como Ramiro
- Mara Cuevas como Giovanna
- Adrián Rubio como Eduardo
- Carla Carrillo como Valentina
- Dobrina Cristeva como Ada
- Anabel Ferreira como Doña Mary
- Carlos Athié como Aarón
- Laura de Ita como Melanie
- Ricardo Reynaud como Samuel
- Alessio Valentini como Carlos
- Juan Alejandro Ávila como Rodrigo Alarcón
- Juan Carlos Martín del Campo como Rodrigo Alarcón #2
- Irene Arcila como Guillermina
- Simone Victoria como Mirna
- Alberto Lomnitz como Gregorio
- María del Carmen Félix como Leonor
- Bárbara Falconi como Mara
- Carmen Delgado como Delia
- Fátima Torre como Cinthia
- Sachi Tamashiro como Emma
- Nikolás Caballero como Beto
- Gloria Stálina como Giselle
- María del Carmen Farías como Lucero
- Fran Meric como Giselda
- Jorge Luis Vázquez como David
- Martha Cristiana como Silvia
- Rafael del Villar como Alejandro
- Rodolfo Valdés como Federico

Introducidos en la tercera temporada
- Jonathan Islas como Gregorio
- Alejandro Suárez como Jacinto
- Carmen Baqué como Brenda
- Luis Yeverino como Sebastián / Augusto
- Diana Ferreti como Madre superiora
- Pedro Sicard como Santiago[13]
- Jean Paul Leroux como Alejandro
- Jade Fraser como Olivia

## Episodios
| Temporada | Temporada | Episodios | Episodios | Emisión original        | Emisión original        |
| Temporada | Temporada | Episodios | Episodios | Primera emisión         | Última emisión          |
| --------- | --------- | --------- | --------- | ----------------------- | ----------------------- |
|           | 1         | 52        | 52        | 6 de septiembre de 2021 | 16 de diciembre de 2021 |
|           | 2         | 46        | 46        | 22 de agosto de 2022    | 17 de noviembre de 2022 |
|           | 3         | 77        | 77        | 20 de marzo de 2023     | 29 de agosto de 2023    |
|           | 4         | —         | —         | 12 de agosto de 2024    | —                       |

## Producción
La serie fue anunciada a inicios de enero de 2021 por TV Azteca, como parte de lo nuevo de la programación de Azteca 7 para el 2021; originalmente se iba a llamar Contratiempo. La producción de la serie inició grabaciones el 17 de marzo de 2021, tomando en cuenta las medidas de higiene y seguridad, ante la pandemia de COVID-19 en México y de igual forma, el título de la serie pasaría a ser 24 horas para vivir. También, se dio una misa por el inicio de grabaciones, a la cual acudieron el equipo de producción, la actriz María José Magán, los ejecutivos Rafael Urióstegui y Adrián Ortega, así como los escritores Héctor Forero y David Mascareño.
La serie marca el retorno de TV Azteca a la producción de ficción, a lo cual, el V.P. de producción y programación de Azteca 7 Adrián Ortega, expresó su contento por el reinicio de estos formatos de ficción:

Sin duda estamos muy contentos, que este proyecto marca el regreso de la ficción y la producción a TV Azteca. Vamos a ver la representación de la decisión de la vida y la muerte, creo que es algo muy atractivo para la audiencia. Llega con la búsqueda de mucho talento que traemos de un equipo poderoso. -Adrián Ortega

En mayo de 2021, la serie fue presentada por TV Azteca Internacional en el marco de los LA Screenings 2021, ahora llamado Un día para vivir como título oficial de la serie, teniendo confirmado un total de 60 episodios producidos. El 13 de mayo de ese mismo año, el sitio web oficial de PRODU, lanzó el tráiler oficial de la serie. La presentación a prensa se llevó a cabo el 31 de agosto de 2021. El 28 de junio de 2022 se anunció que la serie fue renovada para una segunda temporada, la cual se estrenó el 22 de agosto de 2022.

## Audiencias
| Temporada | Horario (CT)                                                       | Episodios | Primera emisión         | Primera emisión      | Última emisión          | Última emisión       | Prom. de espectadores (millones) |
| Temporada | Horario (CT)                                                       | Episodios | Fecha                   | Audiencia (millones) | Fecha                   | Audiencia (millones) | Prom. de espectadores (millones) |
| --------- | ------------------------------------------------------------------ | --------- | ----------------------- | -------------------- | ----------------------- | -------------------- | -------------------------------- |
| 1         | Lunes a jueves 20:30 - 21:30 h. Miércoles 21:00 - 21:55 h. (ep. 3) | 52        | 6 de septiembre de 2021 | 0.97                 | 16 de diciembre de 2021 | —                    | 0.78                             |
| 2         | Lunes a jueves 20:30 - 21:30 h.                                    | 46        | 22 de agosto de 2022    | 0.70                 | 17 de noviembre de 2022 | 1.0                  | 0.70                             |
| 3         | Lunes a jueves 21:30 - 22:30 h                                     | 66        | 20 de marzo de 2023     | 1.1                  | —                       | —                    | 0.84                             |

## Premios y nominaciones

### Premios PRODU 2023
| Categoría      | Nominados                                      | Resultados |
| -------------- | ---------------------------------------------- | ---------- |
| Mejor unitario | Adrián Ortega Echegollén y Marco Antonio López | Pendiente  |